# Podensac
Podensac är en kommun i departementet Gironde i regionen Nouvelle-Aquitaine i sydvästra Frankrike. Kommunen ligger i kantonen Podensac som tillhör arrondissementet Langon. År 2022 hade Podensac 3 300 invånare.

## Befolkningsutveckling
Antalet invånare i kommunen Podensac
Referens:INSEE